# William K. Frankena

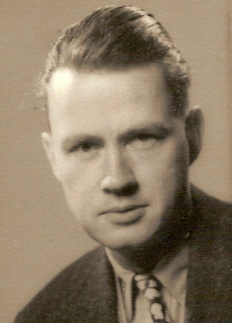
William K. Frankena (1949)

William Klaas Frankena (* 21. Juni 1908 in Manhattan, Montana; † 22. Oktober 1994 in Ann Arbor, Michigan, USA) war ein US-amerikanischer analytischer Philosoph mit dem Schwerpunkt Ethik und Professor für Philosophie an der Universität von Michigan in Ann Arbor.
Frankena erwarb seinen B.A. in Englisch und Philosophie 1930 am Calvin College, einer Einrichtung der Christian Reformed Church, im darauffolgenden Jahr den M.A. an der Universität von Michigan, im Jahr 1935 einen zweiten M.A. und 1937 einen Ph.D. an der Harvard University. Einer seiner Lehrer in Harvard war Alfred North Whitehead; ein Forschungsaufenthalt im Rahmen seiner Dissertation zum Intuitionismus mit dem Titel Recent Intuitionism in British Ethics führte ihn zu George Edward Moore und C. D. Broad an die Universität Cambridge in England.
Frankena begann seine akademische Laufbahn 1937 als instructor an der Universität von Michigan und war dort von 1947 an bis zu seiner Emeritierung im Jahr 1978 Chair des Department of Philosophy. Frankena war außerdem von 1965 bis 1966 Präsident der Western Division der American Philosophical Association. 1970 wurde er in die American Academy of Arts and Sciences gewählt. Gastprofessuren führten ihn an die Harvard-Universität, Columbia University, Princeton University, die Universität von Tokyo und die University of Washington.
Bekannt wurde Frankena durch seinen ersten Artikel, der 1939 unter dem Titel The Naturalistic Fallacy („Der naturalistische Fehlschluss“) in der britischen Fachzeitschrift Mind erschien, sowie durch eine knappe, jedoch gehaltvolle Einführung in die Ethik und Metaethik aus analytischer Perspektive aus dem Jahr 1963, die in acht Sprachen übersetzt wurde.

## Schriften (Auswahl)
- The Naturalistic Fallacy, in: Mind vol. 48, 1939, pp. 464–477 ;  deutsch in: G. Grewendorf / G. Meggle (Hg.): Seminar: Sprache und Ethik. Zur Entwicklung der Metaethik. Frankfurt am Main 1974.
- Ethics, 1963, 2nd ed. 1973.
  - Deutsche Übersetzung: Analytische Ethik. Eine Einführung. Hg. und übers. von Norbert Hoerster. dtv, München 1972, ISBN 3-423-04640-6
- Philosophy of Education, 1965.
- Three Historical Philosophies of Education: Aristotle, Kant, Dewey, 1965.
- (ed., with  J. T. Granrose): Introductory Readings in Ethics, 1974.
- K. E. Goodpaster (ed.): Perspectives on Morality: Essays by William K. Frankena, 1976.
- Ethics and the Environment. In: K. E. Goodpaster, K. M. Sayre (eds.): Ethics and Philosophy. Problems of the 21st Century. University of Notre Dame Press, Notre Dame 1979.
  - Deutsche Übersetzung: Ethik und die Umwelt. In: Angelika Krebs (Hg.): Naturethik. Grundtexte der gegenwärtigen tier- und ökoethischen Diskussion. Suhrkamp, Frankfurt am Main 1997.
- Three Questions about Morality, 1980 (Carus Lectures, 1974)
- Thinking about Morality, 1980.